# Ciruelo Cabral

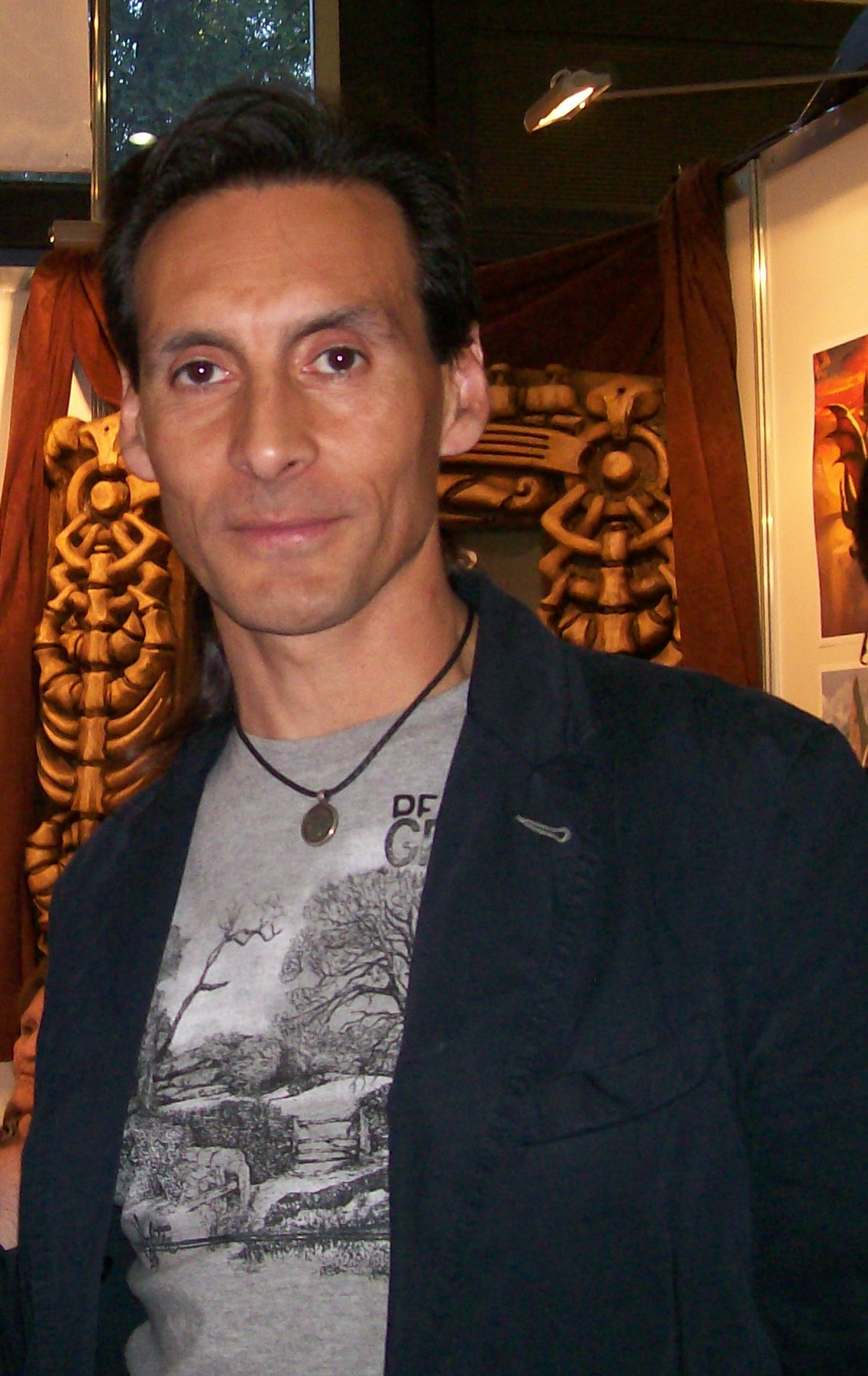
Ciruelo (2009)

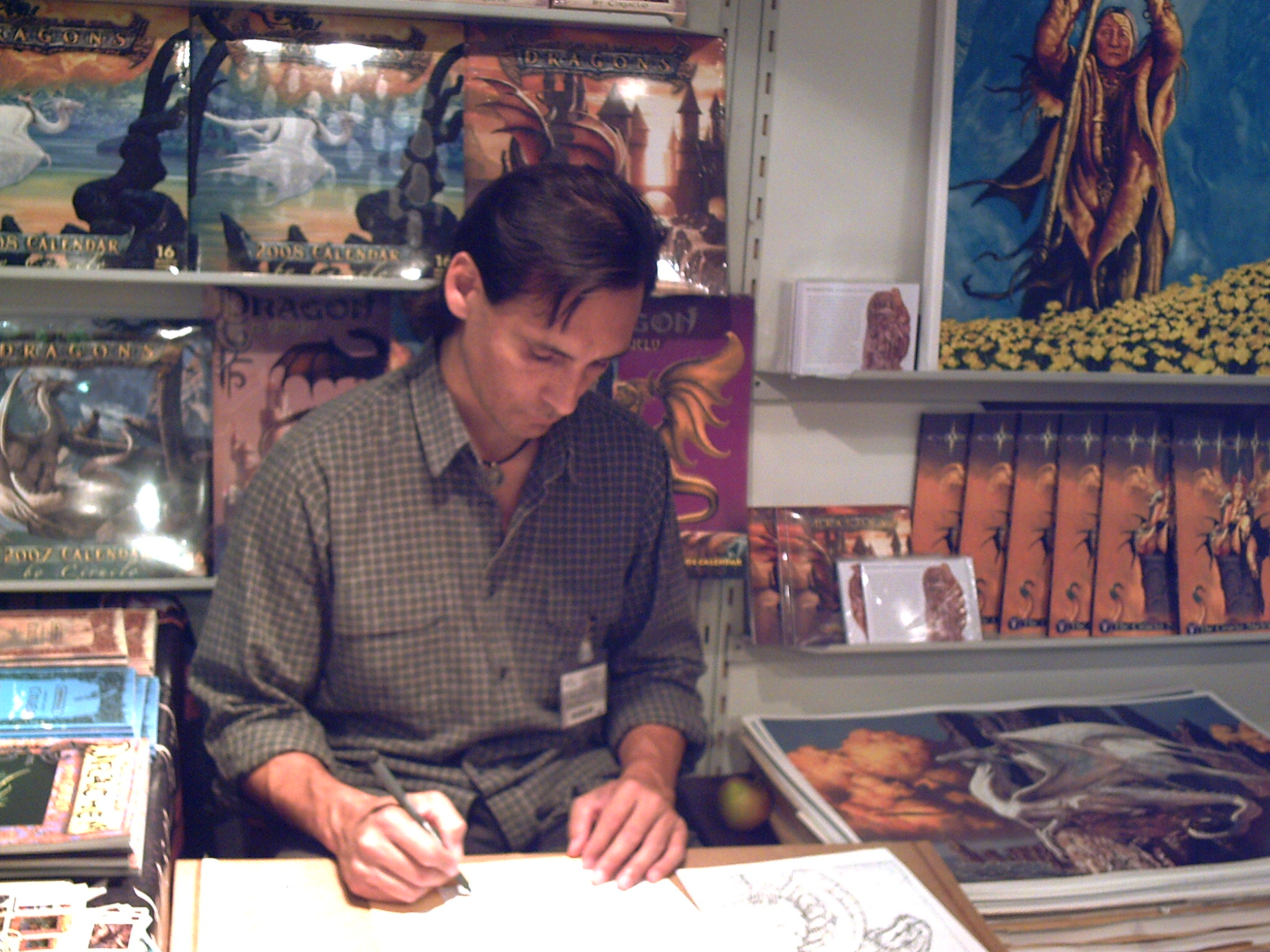
Ciruelo beim Zeichnen und Signieren auf der Frankfurter Buchmesse (2007)

Gustavo Cabral (* 20. Juli 1963 in Buenos Aires, Argentinien) ist ein argentinischer Fantasy-Illustrator, Maler, Künstler und Autor. Cabral ist unter dem Künstlernamen „Ciruelo“ („Pflaumenbaum“) bekannt. Er hat sich insbesondere auf Malereien von Drachen spezialisiert.

## Leben und Werk
Ciruelo Cabral wurde 1963 in Buenos Aires in Argentinien geboren. Von Geburt an leidet er unter Farbenfehlsichtigkeit. Im Alter von 13 Jahren schrieb er sich im Instituto Fernando Fader, einer Kunstschule, ein. Mit 15 wurde seine erste Zeichnung in einer Schülerzeitung veröffentlicht, außerdem entwarf er einen Flyer für ein Teenager-Rockkonzert. Im Alter von 18 Jahren startete er eine Karriere als Illustrator einer Werbegrafikfirma. Kurz darauf gestaltete er erste Comic-Titelseiten. Mit 21 Jahren begann er als freier Illustrator zu arbeiten. 1987 wanderte er im Alter von 24 ins katalanische Sitges bei Barcelona, Spanien aus, wo er Fantasybuch-Titelseiten und Seiten für den spanischen Fantasy-Verlag Timun Mas illustrierte.
Cabral arbeitete darauf weiterhin in diesem Genre für Firmen weltweit, unter anderem in Deutschland, England, Spanien und den Vereinigten Staaten. Er gestaltete die Titelseiten der Chronicles of the Shadow War, einer Roman-Trilogie-Fortsetzung des Fantasyfilms Willow von Chris Claremont beim Bantam-Verlag. Auch malte er Musikalben-Cover, wie Steve Vais The Seventh Song (2000) und Heftcover, unter anderem für den Playboy und dem Comic-Magazin Heavy Metal. Für das Sammelkartenspiel Magic: The Gathering fertigte er Artworks an. 2006 arbeitete er zusammen mit Alejandro Jodorowsky an dem Fantasy-Comic The Alchemical Egg.
Er veröffentlichte unter anderem Bücher mitsamt seinen Zeichnungen beim Paper-Tiger-Verlag, wie zum Beispiel: Das Buch der Drachen (The Book of the Dragon, 1990), Ciruelo (1990), Luz, the Art of Ciruelo (1997) und Magia, the Ciruelo Sketchbook (2000). Seine Werke wurden 2002 in der Paper Tiger Fantasy Art Gallery ausgestellt.
Cabral verwendet als Farben hauptsächlich Acryl- und Ölfarben. Eine seiner Maltechniken sind „Petropicto“; einer Kombination aus Gravur und Airbrush-Steinmalerei.
Er lebt bis heute zusammen mit seiner Frau Daniela und ihren gemeinsamen Kindern Angelo und Lys in Sitges.

## Werke
- Infinito Interior (2012), ISBN 978-84-934277-9-5
- Dreams Notebook (2010), ISBN 978-84-934277-8-8
- Fairies and Dragons - Art is Magic (2008), ISBN 978-84-934277-7-1
- Cuaderno de Viajes de Ciruelo - Notebooks (2005), ISBN 84-934277-3-X
- Magia, the Ciruelo Sketchbook (2000), ISBN 84-931278-3-3
- Luz, the Art of Ciruelo (1997), ISBN 84-931278-4-1
- Das Buch der Drachen (The Book of the Dragon, 1990), ISBN 84-931278-0-9
- Ciruelo (1990), ISBN 1-85028-134-3